# ببغاء ذو عرف
ببغاء ذو عرف (30 يونيو 1933 - 27 أغسطس 2016) كان ذكر كوكاتو زهري مقيم في حديقة حيوان بروكفيلد، بالقرب من شيكاغو، إلينوي، الولايات المتحدة. كان يعتقد أنه هو أقدم فرد من جنسه حيا، في سن 82 في يونيو 2015، بعد أن تجاوز بكثير متوسط عمره. وكان واحدا من أطول الطيور على قيد الحياة، واعترف من قبل موسوعة غينيس العالمية[3][./Cookie_(cockatoo)#cite_note-anage-4 [4]] باعتبارها أقدم الببغاءات الحية في العالم. 
أقدم كوكاتو زهري وجد في بيئة حيوانية كان يبلغ من العمر 31 عاما، ويقع في محمية بارادايس للحياة البرية في إنجلترا. المعلومات التي نشرتها " World Parrot Trust" تشير إلى طول العمر لتلك الانواع هو في المتوسط 40-60 عاما. 

## حياته
كان كوكي أقدم سكان حديقة حيوان بروكفيلد وأحدث عضو على قيد الحياة من مجموعة الحيوانات من وقت افتتاح حديقة الحيوان في عام 1934، بعد أن وصلت من حديقة حيوان تارونجا في سيدني، نيو ساوث ويلز، أستراليا، في نفس العام، وكان عمره عام واحد آنذاك. 
في عام 2007، تم تشخيص كوكي ووضعه على الأدوية والمكملات الغذائية لالتهاب المفاصل وهشاشة العظام - الحالات الطبية التي تحدث عادة في الشيخوخة الحيوانات والبشر على حد سواء، على الرغم من أنه يعتقد أن هذا الأخير قد يكون أيضا نتيجة لكونها تغذية وهو نظام غذائي للبذور فقط في السنوات الأربعين الأولى من حياته، في السنوات التي سبقت المتطلبات الغذائية لأنواعه كانت مفهومة تماما. 
كان كوكي «متقاعدا» من المعرض في حديقة الحيوان في عام 2009 (بعد بضعة أشهر من الظهور في نهاية الأسبوع فقط) من أجل الحفاظ على صحته، بعد أن لوحظ من قبل الموظفين أن شهيته وسلوكه ومستويات الإجهاد تحسنت بشكل ملحوظ عندما لا يتم اشتراكه في العرض امام الناس. وتم نقله إلى مقر إقامة دائم في مكتب بيرتشينغ بيرد هاوس التابع لحديقة الحيوان، على الرغم من أنه عرض في بعض المناسبات الخاصة، مثل احتفال عيد ميلاده الذي يقام في شهر يونيو / حزيران. في عام 2013، كان لا يزال يعتبر في صحة جيدة لسنه. 
توفي كوكي في 27 أغسطس 2016، في 83 سنة من العمر. حديقة الحيوان تخطط لنصب تذكاري له. 

## روابط خارجية
- Cookie "Retires" at Brookfield Zoo — Chicago Zoological Society على يوتيوب